# Karla Borsky-Tausch

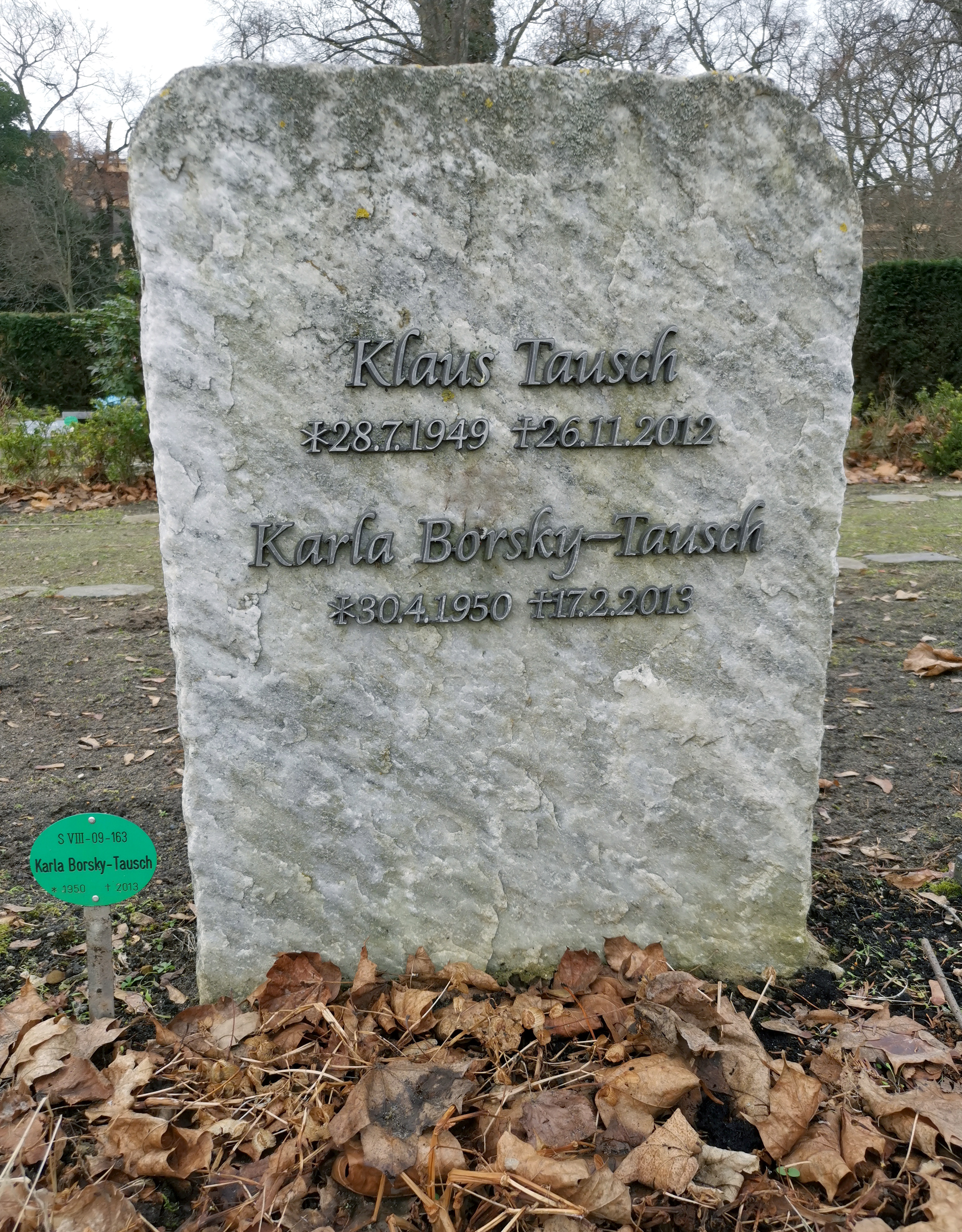
Grab auf dem Urnenfriedhof Seestraße im Wedding

Karla Borsky-Tausch (* 30. April 1950 in Berlin als Karla Borsky; † 17. Februar 2013) war eine deutsche Politikerin (SPD) in Berlin.
Nach dem Ablegen des Abiturs 1970 in Berlin studierte Borsky an der Pädagogischen Hochschule und wurde Lehrerin. Von einem Auslandsaufenthalt in Israel Ende der 1970er Jahre abgesehen und abgesehen von der Abgeordnetenzeit arbeitete sie in diesem Beruf seit 1974 in Reinickendorf und Wedding.
Borsky kandidierte 2001 im Wahlkreis Reinickendorf 1 für das Direktmandat ins Abgeordnetenhaus von Berlin. Zwar unterlag sie Ulrich Brinsa, doch zog sie über die Bezirksliste bis 2006 ins Parlament ein. 2006 und 2011 wurde sie jeweils in die Bezirksverordnetenversammlung von Berlin-Reinickendorf gewählt.
Borsky-Tausch war verheiratet und hatte einen Sohn.